# Finanztransfergeschäft
Das Finanztransfergeschäft ist ein Zahlungsdienst gemäß dem Zahlungsdiensteaufsichtsgesetz (ZAG). Gegenstand ist die Übermittlung von Geldbeträgen ohne kontenmäßige Beziehung zwischen Zahlungsdienstleister und Zahlungsdienstnutzer. Das Finanztransfergeschäft wird in § 1 Abs. 1 Satz 2 Nr. 6 ZAG legaldefiniert.

## Allgemeines
Danach sind drei Tatbestandsalternativen zu unterscheiden:
- Dienste, bei denen vom Dienstleister ein Geldbetrag des Zahlers ausschließlich zur Übermittlung an den Zahlungsempfänger entgegengenommen wird.
- Dienste, bei denen vom Dienstleister ein Geldbetrag des Zahlers ausschließlich zur Übermittlung an einen anderen, im Namen des Zahlungsempfängers handelnden, Zahlungsdienstleister entgegengenommen wird.
- Dienste, bei denen vom Dienstleister ein Geldbetrag im Namen des Zahlungsempfängers entgegengenommen und diesem verfügbar gemacht wird.

Für die Erbringung des Finanztransfergeschäfts ist eine Erlaubnis der Bundesanstalt für Finanzdienstleistungsaufsicht (BaFin) erforderlich.

## Übermittlung an den Zahlungsempfänger (Alt. 1)
Die Alternative 1 des Finanztransfergeschäfts ist erfüllt, wenn der Dienstleister, ohne Zahlungskonto auf Seiten des Zahlers und des Zahlungsempfängers, einen Geldbetrag des Zahlers ausschließlich zur Übermittlung eines entsprechenden Betrags an den Zahlungsempfänger entgegennimmt.

### Keine Übermittlung über Zahlungskonten
Wie bei der klassischen Überweisung oder Lastschrift geht es auch beim Finanztransfergeschäft um die Übermittlung von Geldbeträgen. Der Unterschied beim Finanztransfergeschäft besteht jedoch darin, dass sich der Dienstleister für die Übermittlung keiner Zahlungskonten (§ 1 Abs. 17 ZAG) bedient, die er für den Zahler oder den Zahlungsempfänger führt. Die Übermittlung der Geldbeträge kann wohl über Sammelkonten des Dienstleisters erfolgen. Solche Konten sind jedoch gerade keine Zahlungskonten im Sinne des § 1 Abs. 1 Satz 2 Nr. 6 ZAG.

### Entgegennahme eines Geldbetrags
Voraussetzung ist, dass der Dienstleister einen Geldbetrag entgegennimmt. Dabei spielt es keine Rolle, ob der Dienstleister den Betrag in bar, per Überweisung, per Einzugsermächtigung oder in sonstiger Weise erhält.

### Entgegennahme „ausschließlich“ zur Weiterleitung
Die Definition des Finanztransfergeschäfts gemäß § 1 Abs. 1 Satz 2 Nr. 6 ZAG sieht vor, dass die Entgegennahme der Geldbeträge „ausschließlich“ zur Weiterleitung erfolgt. Eine Entgegennahme zumindest auch aus sonstigen Gründen erfüllt diese Voraussetzung also nicht. Das Merkmal der Ausschließlichkeit kann vor allem für solche Dienstleister von Bedeutung sein, die Geldbeträge lediglich als Annex zu ihrer eigentlichen Haupttätigkeit weiterleiten. So nimmt z. B. ein Mittelverwendungstreuhänder Geldbeträge entgegen, um diese – entsprechend den Vereinbarungen im Treuhändervertrag – bei Vorliegen der Auszahlungsvoraussetzungen an den Berechtigten weiterzuleiten und die Verwendung seinem Zweck entsprechend zu überprüfen. Haupttätigkeit des Mittelverwendungskontrolleurs ist damit nicht die Weiterleitung der Geldbeträge. Diese stellt lediglich ein Annex zu seiner Haupttätigkeit – der Mittelverwendungskontrolle – dar.

### Tatsächlicher Geldfluss oder Verrechnung
Eine Weiterleitung der Geldbeträge kann durch tatsächlichen Geldfluss (Überbringung von Bargeld oder Überweisung mit Hilfe von Sammelkonten) oder Verrechnung erfolgen. Eine Verrechnung erfolgt z. B. dann, wenn ein Dienstleister einen kooperierenden Dienstleister am Auszahlungsort anweist, den zu übermittelnden Betrag zulasten seines eigenen Vermögens auszuzahlen. Ein Ausgleich erfolgt dann z. B. dadurch, dass ein entsprechender Finanztransfer in umgekehrter Richtung durchgeführt wird.

## Übermittlung an den im Namen des Zahlungsempfängers handelnden Zahlungsdienstleister (Alt. 2)
Für die zweite Alternative gilt grundsätzlich das zur ersten Alternative Gesagte. Der Unterschied zur ersten Alternative besteht lediglich darin, dass der Geldbetrag von einem Zahlungsdienstleister, der im Namen des Zahlungsempfängers tätig ist, entgegengenommen wird.

## Verfügbar machen eines Geldbetrags (Alt. 3)
Die dritte Alternative des Finanztransfergeschäfts ist erfüllt, wenn der Dienstleister einen Geldbetrag im Namen des Zahlungsempfängers entgegennimmt und dem Zahlungsempfänger verfügbar macht.
Im Gegensatz zu den Alternativen eins und zwei wird im Rahmen der Alternative drei der Dienstleister im Auftrag des Zahlungsempfängers tätig. Ein Beispiel dafür ist der Einzug von Forderungen mit anschließender Weiterleitung der erlangten Geldbeträge an den Gläubiger.

## Praxisbeispiele
Das Finanztransfergeschäft erbringen:
- Money remittance agencies (z. B. Western Union oder MoneyGram).
- Vermittlungsportale im Internet, die Geldbeträge von Kunden zur Weiterleitung entgegennehmen (jedenfalls aus Sicht der Rechtsprechung gemäß dem umstrittenen „Lieferheld-Urteil“ des Landgerichts Köln.[1])
- Treuhänder, die lediglich Geldbeträge entgegennehmen und weiterleiten.
- Tankstellen, Kioske etc. als Agenten (§ 1 Abs. 9 ZAG) oder Auslagerungsunternehmen (§ 25b KWG) im Rahmen von bestimmten Geschäftsmodellen (z. B. Barzahlen.de).

Nicht das Finanztransfergeschäft erbringen indes laut BaFin und Gesetzesbegründung zum ZAG:
- Steuerberater, die als Nebendienstleistung im Zusammenhang mit Lohnabrechnungen Zahlungen erbringen;
- Inkassounternehmen, die Forderungen im Rahmen einer ausgelagerten Debitorenbuchhaltung oder im Sinne einer Inkassovollmacht einziehen;
- die Entgegennahme sog. Nachnahmezahlungen durch den Paketboten im Versandverkauf;
- der reine Bargeldtransport;
- das sog. Zahlscheingeschäft, bei dem ein Zahlungsdienstleister Bargeld eines Nichtkunden mit der Weisung entgegennimmt, den Geldbetrag auf ein Konto des Zahlungsempfängers bei einem anderen Zahlungsdienstleister zu überweisen.

## Finanztransfergeschäft als Annex zur Haupttätigkeit
Verschiedene Geschäftsmodelle erfordern häufig – oft als notwendiges Element – die Entgegennahme und Weiterleitung von Geldbeträgen. Kontrovers wird diskutiert, ob der dadurch erbrachte Finanztransfer lediglich ein Annex zur Haupttätigkeit darstellt und nicht der Regulierung der BaFin unterliegen soll. Aus Erwägungsgrund 6 der Zahlungsdiensterichtlinie (Richtlinie 2007/64/EG des Europäischen Parlaments und des Rates vom 13. November 2007 über Zahlungsdienste im Binnenmarkt, zur Änderung der Richtlinien 97/7/EG, 2002/65/EG, 2005/60/EG und 2006/48/EG sowie zur Aufhebung der Richtlinie 97/5/EG), auf der das ZAG beruht, ergibt sich, dass die Richtlinie nur für Zahlungsdienstleister gelten soll, deren Haupttätigkeit darin besteht, Zahlungsdienste zu erbringen. Bei Onlinevermittlungsportalen z. B. besteht die Haupttätigkeit regelmäßig in der Vermittlung von Waren oder Dienstleistungen. Die Abrechnung zwischen Kunde und Händler stellt lediglich eine Ergänzung (ein Annex) zur Vermittlungstätigkeit dar. Damit würde auch das Onlineportal „Lieferheld“ – entgegen der Ansicht des Landgerichts Köln – nicht in den Anwendungsbereich des ZAG fallen. Gleiches würde für sogenannte Mittelverwendungstreuhänder gelten, deren Hauptaufgabe darin besteht, das „Ob“ und das „Wie“ der Verwendung von zur Verfügung gestellten Geldbeträgen zu prüfen. Die mit dieser Aufgabe einhergehende Entgegennahme und Weiterleitung von Geldern wäre wiederum lediglich ein notwendiges Annex zur Haupttätigkeit.

## Abgrenzung zum Factoring
Bei Factoring handelt es sich um den laufenden Ankauf von Forderungen auf Grundlage eines Rahmenvertrags zu Finanzierungszwecken. Das Factoringgeschäft ist eine Finanzdienstleistung und gemäß dem Kreditwesengesetz (KWG) erlaubnispflichtig. Gemäß der BaFin liegt jedoch in der Regel kein Factoring, sondern das Finanztransfergeschäft vor, wenn das Factoringunternehmen den Kaufpreis für die Forderung erst dann bezahlt, wenn die Forderung beim Schuldner erfolgreich eingezogen worden ist. Die Dienstleistung ziele dann nach wirtschaftlicher Betrachtung auf eine Zahlungsabwicklung und gerade nicht mehr auf eine Finanzierung ab. Dabei steht laut BaFin dem Vorliegen des Finanztransfergeschäfts auch nicht entgegen, dass das Factoringunternehmen eine eigene Forderung geltend macht und gegenüber dem Forderungsverkäufer eine eigene Verbindlichkeit erfüllt.

## Erlaubnispflicht
Gemäß § 10 Abs. 1 ZAG muss eine Erlaubnis bei der BaFin beantragen, wer das Finanztransfergeschäft gewerbsmäßig oder in einem Umfang, der einen in kaufmännischer Weise eingerichteten Geschäftsbetrieb erfordert, im Inland als Zahlungsinstitut (§ 1 Abs. 1 Satz 1 Nr. 1 ZAG) erbringen will. CRR-Kreditinstitute (§ 1 Abs. 3d S. 1 KWG) oder E-Geld-Institute (§ 1 Abs. 1 Satz 1 Nr. 2 ZAG) können das Finanztransfergeschäft aufgrund ihrer Erlaubnis gemäß § 32 Abs. 1 KWG bzw. § 11 Abs. 1 ZAG erbringen.